# Nationalratswahl in Österreich 1953
- VO: 4
- SPÖ: 73
- ÖVP: 74
- VDU: 14

- Regierung: 147
- Opposition: 18

Die Nationalratswahl am 22. Februar 1953 war die siebente in der Geschichte der Republik Österreich und zugleich die dritte nach der Zeit des Nationalsozialismus. Stimmenstärkste Partei wurde die SPÖ unter Adolf Schärf, während die ÖVP unter Bundeskanzler Leopold Figl aufgrund der Wahlarithmetik weiterhin mandatsstärkste Partei blieb. Der Verband der Unabhängigen verlor leicht, wurde aber auch bei seinem zweiten Antreten drittstärkste Partei. Obwohl die KPÖ, die gemeinsam mit den Linkssozialisten und der Demokratischen Union unter dem Namen Wahlgemeinschaft Österreichische Volksopposition antrat, leichte Stimmgewinne verbuchen konnte, verlor sie – ebenfalls aufgrund der Wahlarithmetik – ein Mandat.
Wahlberechtigt waren 4.586.870 Personen. Die Wahlbeteiligung betrug 94,15 Prozent (1949: 95,49 Prozent).

## Endergebnis

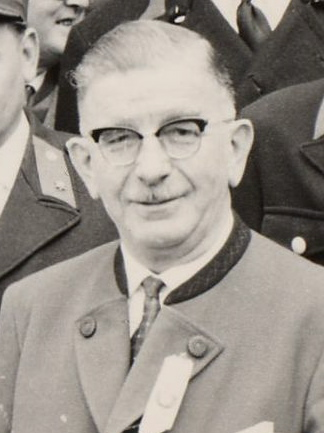
Leopold Figl (ÖVP)

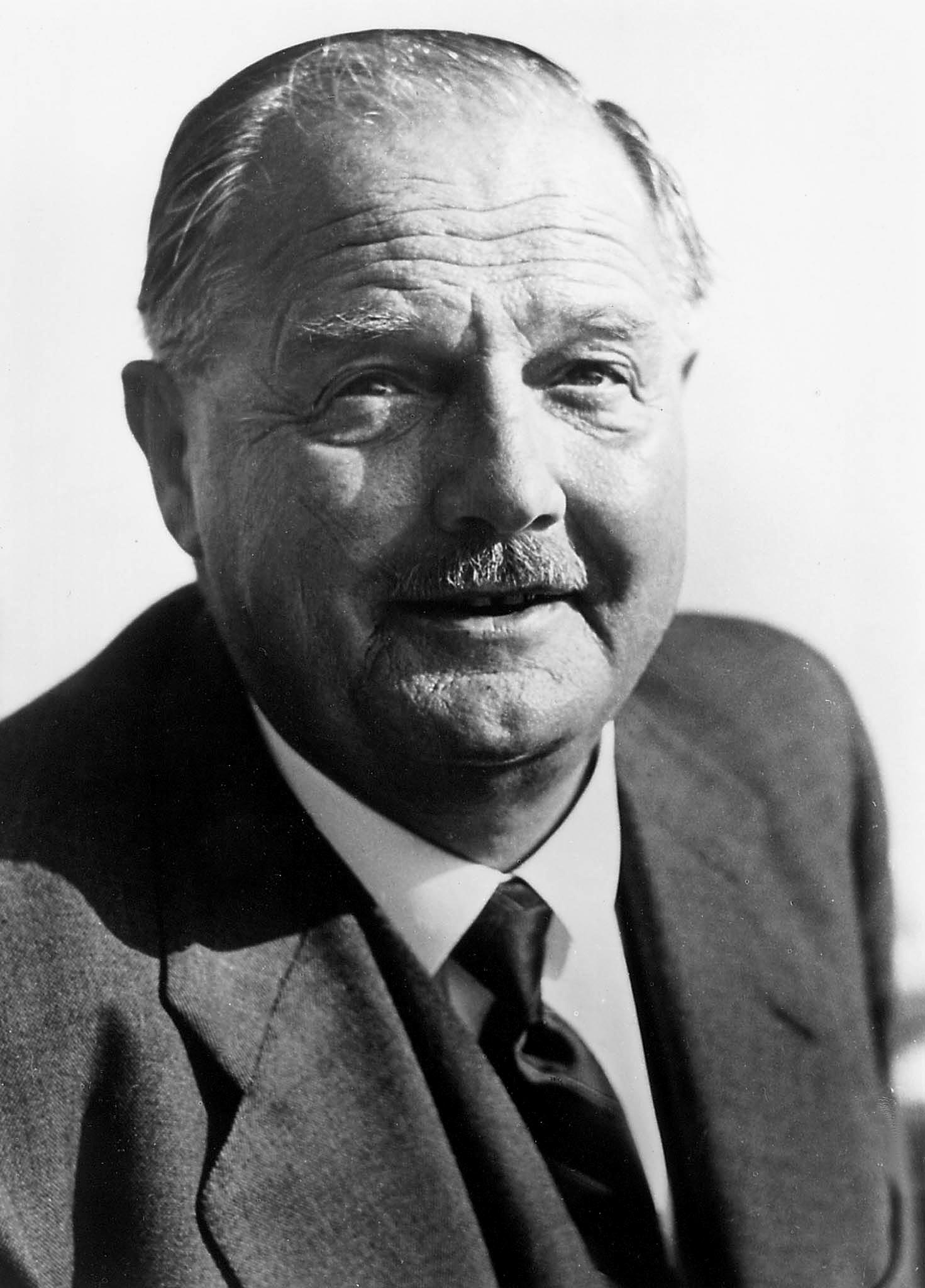
Julius Raab (ÖVP)

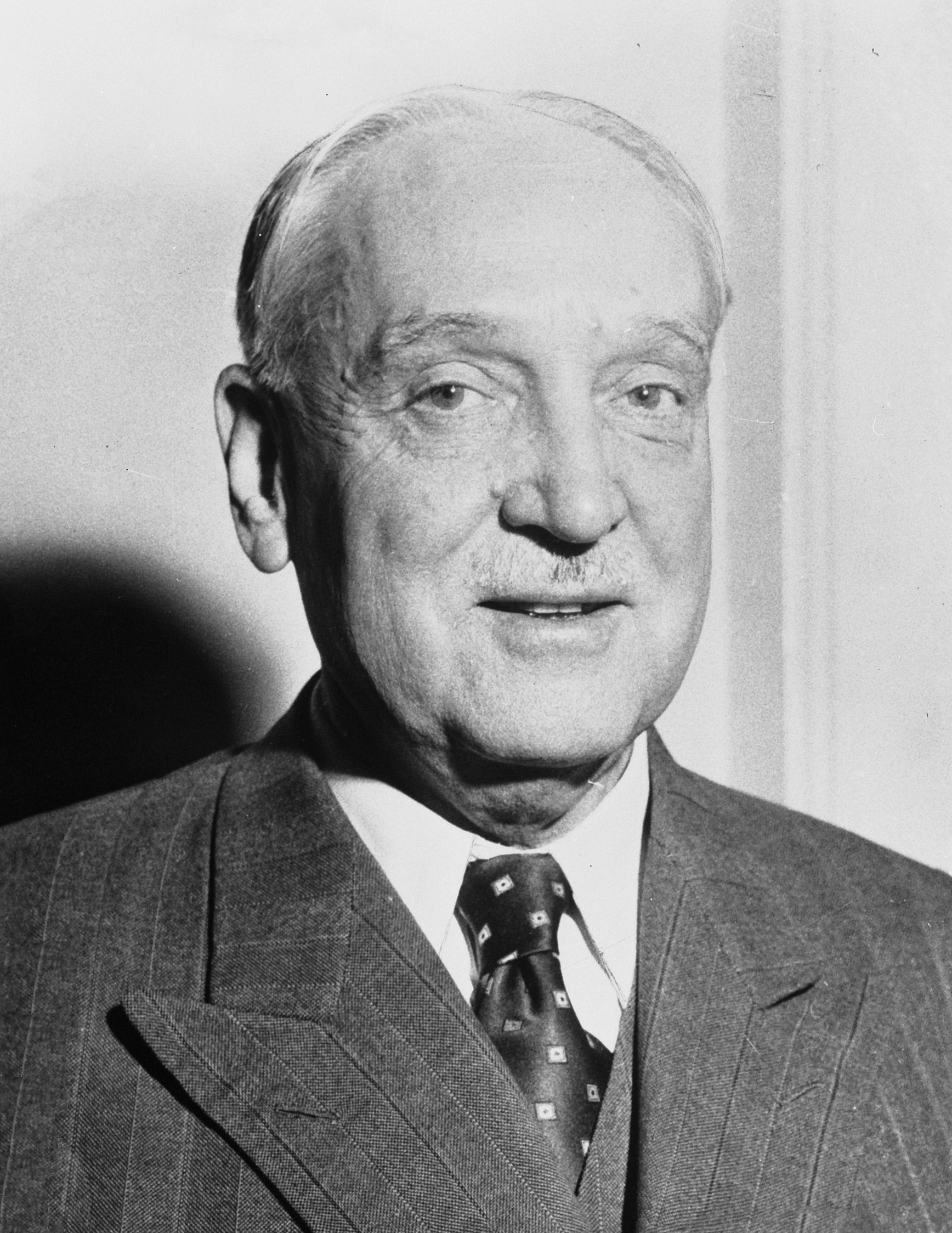
Adolf Schärf (SPÖ)

| Wahlwerber                                                                        | Stimmen   | Anteil | Anteil   | Mandate | Mandate |
| Wahlwerber                                                                        | Stimmen   | 1953   | ± %-Pkte | 1953    | ±       |
| --------------------------------------------------------------------------------- | --------- | ------ | -------- | ------- | ------- |
| Sozialistische Partei Österreichs (SPÖ)                                           | 1.818.517 | 42,1 % | +3,4     | 73      | +6      |
| Österreichische Volkspartei (ÖVP)                                                 | 1.781.777 | 41,3 % | −2,7     | 74      | −3      |
| Wahlpartei der Unabhängigen (WdU)                                                 | 472.866   | 10,9 % | −0,8     | 14      | −2      |
| Wahlgemeinschaft Österreichische Volksopposition (VO)                             | 228.159   | 5,28 % | +0,20    | 4       | −1      |
| Überparteiliche Einigung der Mitte, Wahlgemeinschaft parteiloser Persönlichkeiten | 5.809     | 0,13 % | n.k.     | 0       | –       |
| Christlich-demokratische Partei (Krscanska demokratska stranka)                   | 3.668     | 0,08 % | n.k.     | 0       | –       |
| Christlichsoziale Partei und Parteifreie Persönlichkeiten                         | 3.029     | 0,07 % | n.k.     | 0       | –       |
| Wahlpartei Freie Demokraten                                                       | 2.573     | 0,06 % | n.k.     | 0       | –       |
| Bund der österreichischen Monarchisten                                            | 1.210     | 0,03 % | n.k.     | 0       | –       |
| Österreichische National-Republikaner und Parteilose                              | 1.054     | 0,02 % | n.k.     | 0       | –       |
| Österreichische Patriotische Union                                                | 26        | 0,0 %  | n.k.     | 0       | –       |

n.k. = nicht kandidiert

## Ergebnisse in den Bundesländern
Hier werden die Ergebnisse in den Bundesländern aufgelistet.
| Partei | B    | K      | N      | O      | S    | St     | T    | V    | W      |
| ------ | ---- | ------ | ------ | ------ | ---- | ------ | ---- | ---- | ------ |
| SPÖ    | 44,7 | 48,1   | 39,0   | 38,4   | 35,4 | 41,1   | 29,2 | 22,7 | 49,9   |
| ÖVP    | 48,3 | 28,8   | 50,2   | 46,2   | 42,5 | 40,7   | 55,1 | 55,5 | 31,1   |
| WdU    | 03,7 | 16,6   | 04,8   | 12,2   | 19,0 | 13,6   | 13,1 | 18,8 | 10,4   |
| KPÖ    | 03,2 | 04,1   | 05,8   | 03,0   | 02,8 | 04,4   | 02,4 | 02,9 | 08,1   |
| ÜEM    | 00,0 | 000,06 | 00,1   | 000,13 | 00,3 | 000,06 | 00,2 | 00,1 | 000,21 |
| KDS    |      | 01,4   |        |        |      |        |      |      |        |
| CSP    | 00,1 | 000,15 |        |        |      | 000,15 |      |      |        |
| WFD    |      | 000,14 | 000,00 |        |      |        |      |      | 000,17 |
| BÖM    |      | 00,5   |        |        |      |        |      |      |        |
| ÖNR    |      | 000,07 | 000,03 | 000,06 |      |        |      |      | 000,02 |
| ÖPU    |      |        |        |        |      |        |      |      | 000,00 |

## Folgen
Leopold Figl trat, nach interner Kritik an zu großer Kompromissbereitschaft in der Koalition, nach acht Jahren als Bundeskanzler und wenig später auch als ÖVP-Parteiobmann zurück. Die Große Koalition aus ÖVP und SPÖ wurde fortgesetzt und die ÖVP stellte weiterhin den Bundeskanzler. Am 2. April 1953 wurde Julius Raab (ÖVP) als neuer Bundeskanzler angelobt, der Sozialdemokrat Adolf Schärf wurde Vizekanzler, die Bundesregierung Raab I nahm ihre Geschäfte auf.